# Französische Ostindienkompanie

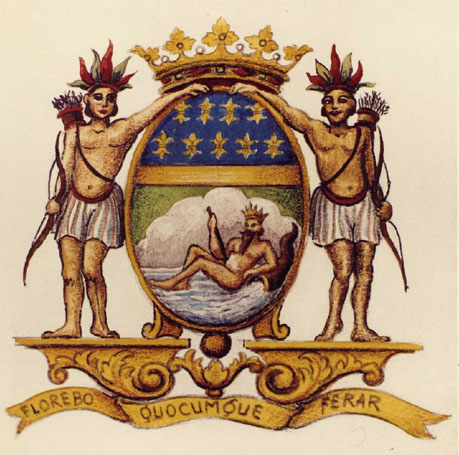
Wappen der Compagnie des Indes Orientales mit der Devise Florebo quocumque ferar („Ich blühe überall, wo ich gepflanzt werde“).

Die Französische Ostindienkompanie (französisch Compagnie française pour le commerce des Indes orientales, zumeist kurz: Compagnie des Indes Orientales) war eine nach dem Vorbild der niederländischen Ostindienkompanie geschaffene, aktienbasierte Handelskompanie des 17. und 18. Jahrhunderts, die von der französischen Krone mit umfangreichen Rechten für den Seehandel zwischen Frankreich und Asien (Indienhandel) ausgestattet war.
Ein erstmals am 27. August 1664 von Ludwig XIV. auf Initiative des französischen Finanzministers Jean-Baptiste Colbert erteiltes Privileg umfasste unter anderem das Monopol auf den Handel, das Besitzrecht auf eroberte Gebiete, das Recht zur Ausrüstung von Handels- und Kriegsschiffen und zur Aufstellung eigener Truppen, das Recht zum Schlagen eigener Münzen sowie eine eigene Gerichtsbarkeit. 1666 errichtete die Compagnie im zu Ploemeur gehörenden Faouëdic, in der Nachbarschaft von Lorient gelegen, eine Niederlassung.
Geographisch erstreckte sich das Interessengebiet der Kompanie bei ihrer Gründung auf die Küsten Afrikas, Madagaskar und die nebengelagerten Inseln wie Réunion, die Küsten der Arabischen Halbinsel und Indiens, die Inseln Südostasiens sowie China und Japan. Die wichtigsten Faktoreien in Indien waren Pondicherry und Chandernagor. Im Verlauf ihrer bis in die zweite Hälfte des 18. Jahrhunderts dauernden Handelstätigkeit wurden einzelne Gebiete aufgegeben, wie etwa Madagaskar zugunsten der Maskarenen, während andere überseeische Besitzungen – wie Louisiana und Saint-Domingue – zwischenzeitlich hinzukamen.
Gewinne erwirtschaftete die Gesellschaft vorwiegend durch die Einfuhr von außereuropäischen Genussmitteln wie Gewürzen, Tee und Kaffee, von pflanzlichen Arzneistoffen sowie von bedruckten Tuchen, Porzellan und Seide.

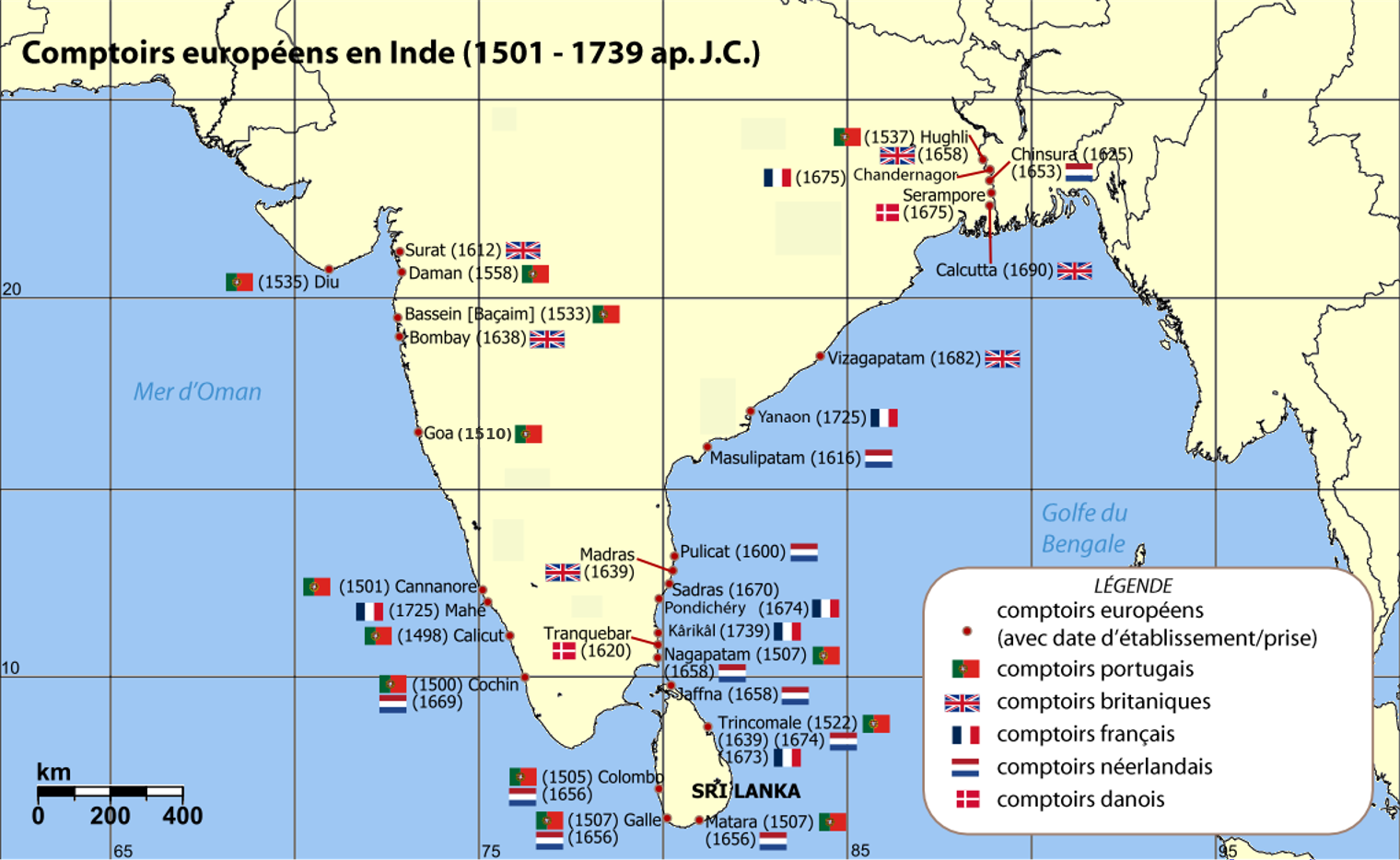
Europäische Handelsniederlassungen in Indien

Als Direktor der Mississippi-Kompanie fusionierte John Law im Jahr 1719 die Gesellschaft mit der Französischen Westindienkompanie und bündelte so alle außereuropäischen Handelsmonopole Frankreichs in einem Konglomerat.